# ناحیه بنی حواء
ناحیه بنی حواء (به عربی: دائرة بنی حواء) یک ناحیه‌ در الجزایر است که در استان الشلف واقع شده‌است.